# Stadio di Gran Canaria
Lo stadio di Gran Canaria (in spagnolo Estadio de Gran Canaria) è uno stadio di calcio situato nel quartiere di Siete Palmas a Las Palmas de Gran Canaria (Canarie), Spagna. In questo terreno di gioco disputa le proprie partite casalinghe l'UD Las Palmas, squadra di calcio spagnola.

## Storia
Lo stadio di Gran Canaria è stato inaugurato l'8 maggio del 2003 con una partita che vide di fronte al Las Palmas l'Anderlecht, il primo tutto esaurito. Il risultato della partita è stato un 2-1 in favore dei padroni di casa. Il primo gol in questo scenario lo fece Rubén Castro. Successore dell'Estadio Insular, dove fino ad allora aveva giocato le sue partite in casa il Las Palmas, l'Estadio de Gran Canaria ha campo da tennis e da atletica, ma potrebbero sparire in un prossimo futuro se si passa attraverso un progetto di riforma della custodia.
Coach Luis Aragonés diresse la sua prima partita con la squadra di calcio spagnola in questo stadio, di fronte al Venezuela, il 18 agosto del 2004. Il match finì con la vittoria per gli spagnoli per 3-2.

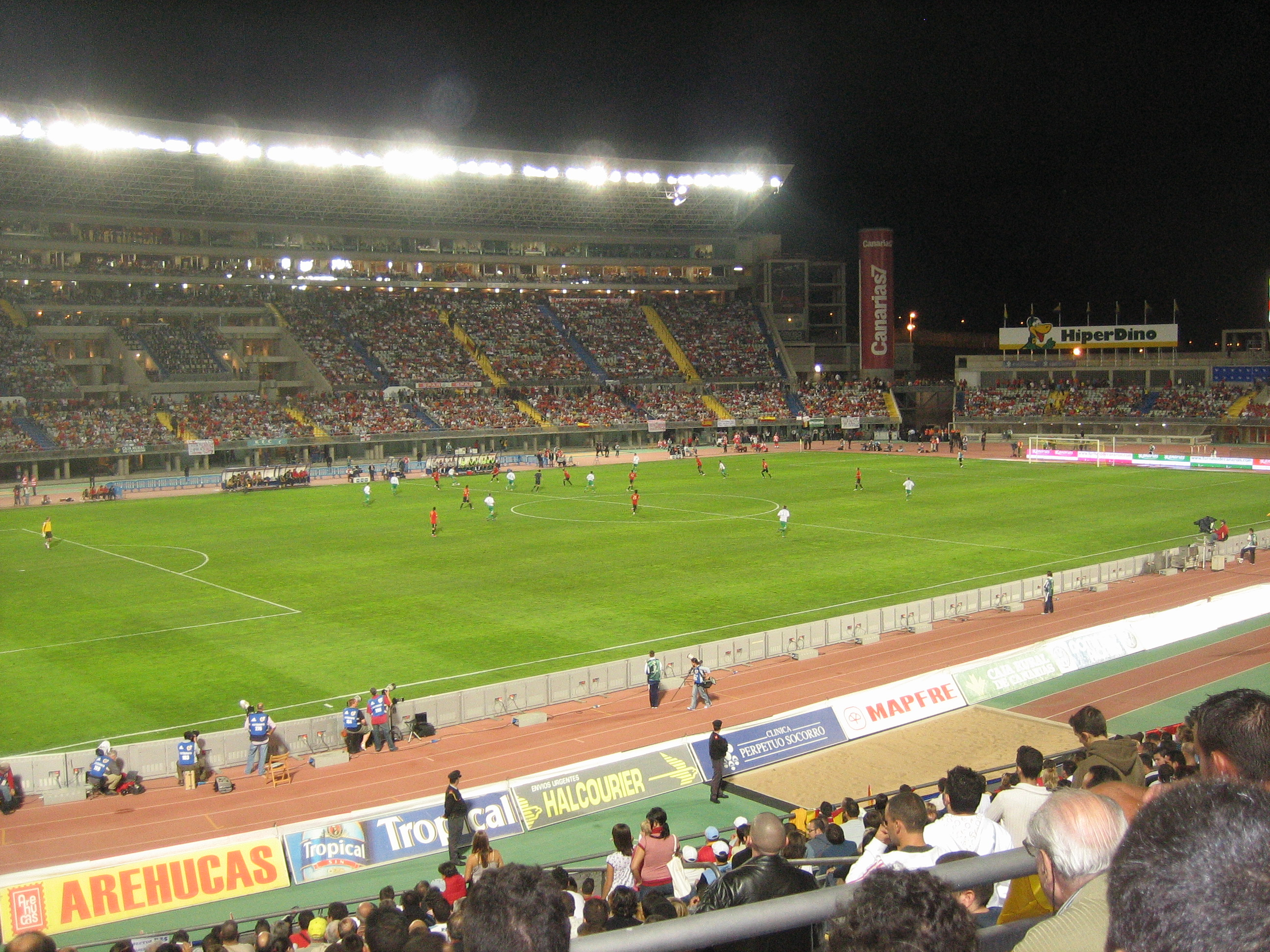
L'interno dello stadio durante una partita

Nella stagione 2005-06, mentre il Las Palmas militava nel Segunda División B, l'Estadio de Gran Canaria ha vissuto due nuovi sold out: il primo, il 21 maggio del 2006 col Rayo Vallecano, che si è conclusa con un 1-0 per i locali e con il superamento della capacità, ottenendo 35.000 spettatori e 4.000 appena fuori dallo stadio, il 24 giugno dello stesso anno con il CD Linares, che ha segnato l'ascesa del Las Palmas in Liga Adelante.
Lo stadio ha diversi record a livello regionale. È il più grande stadio sportivo nelle Canarie. Essa ha anche il miglior record spettatori in una partita di calcio in tutto l'arcipelago, con 35.000 spettatori. Anche se non il più grande stadio nell'arcipelago in termini di superficie. Detiene anche il record nazionale per la partecipazione a una partita di regular Il precedente record era sempre del Las Palmas, in un match nel 1996 contro il Cultural Leonesa in uno stadio pieno fino all'orlo (circa 21.000 spettatori).
Nel corso della stagione sportiva 2014-2015 sono iniziati dei lavori di ristrutturazione dell'impianto che prevedono l'eliminazione della pista di atletica per avvicinare gli spalti al terreno di gioco.